# ベルリン国際博覧会
ベルリン国際建築博覧会（ベルリンこくさいはくらんかい, Interbau - Berlin 57, Expo 1957）は、1957年7月6日から9月29日まで、ドイツの西ベルリンで開催された国際博覧会（特別博）である。
旧西ベルリンの「ハンザ地域の再建(Reconstruction of Hansa Area)」をテーマとし、ル・コルビュジエやヴァルター・グロピウス、アルヴァ・アールト、アルネ・ヤコブセンなど名立たる建築家の設計による建物を展示、博覧会終了後は実際に供用された。

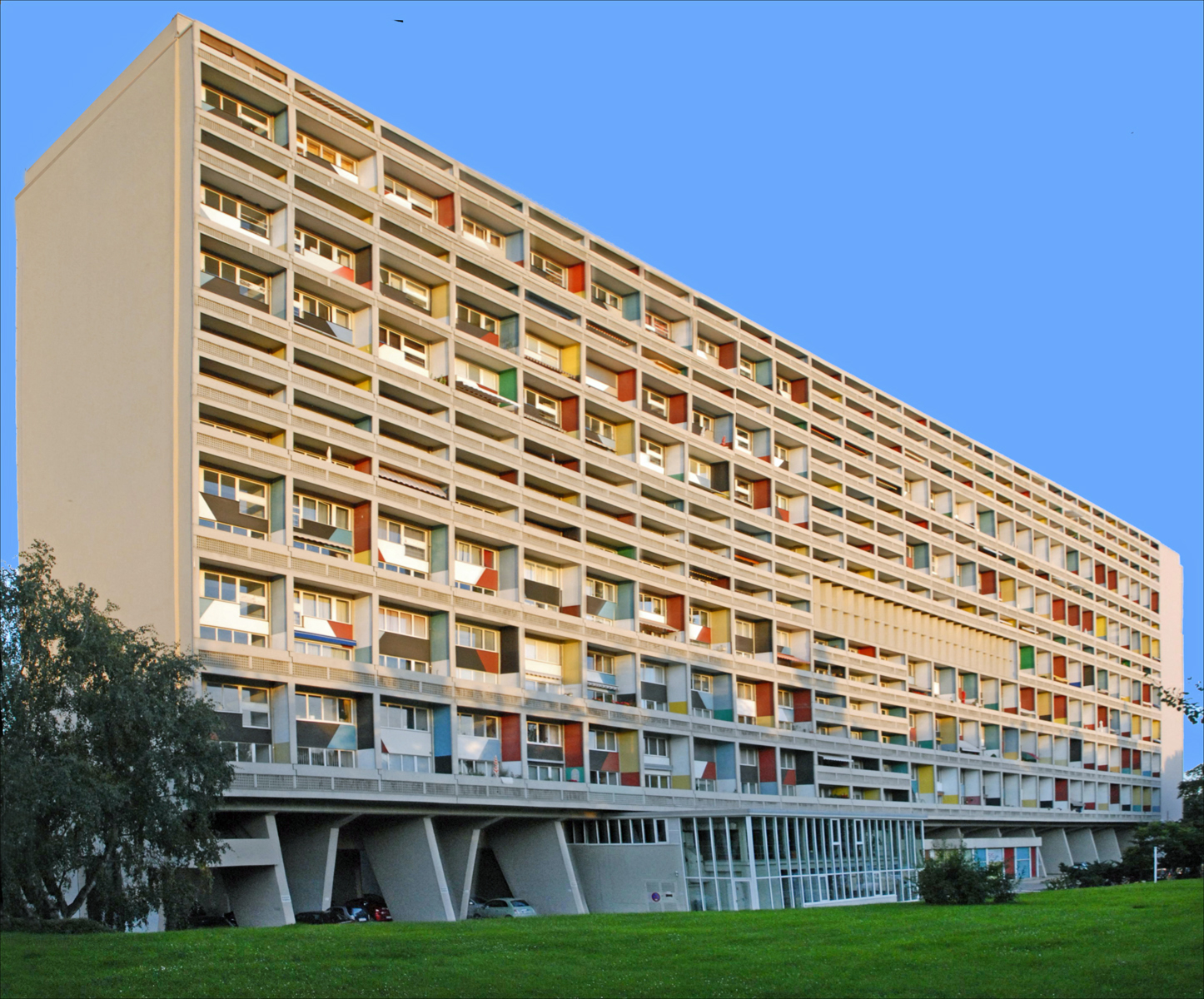
ル・コルビュジエによるユニテ・ダビタシオン
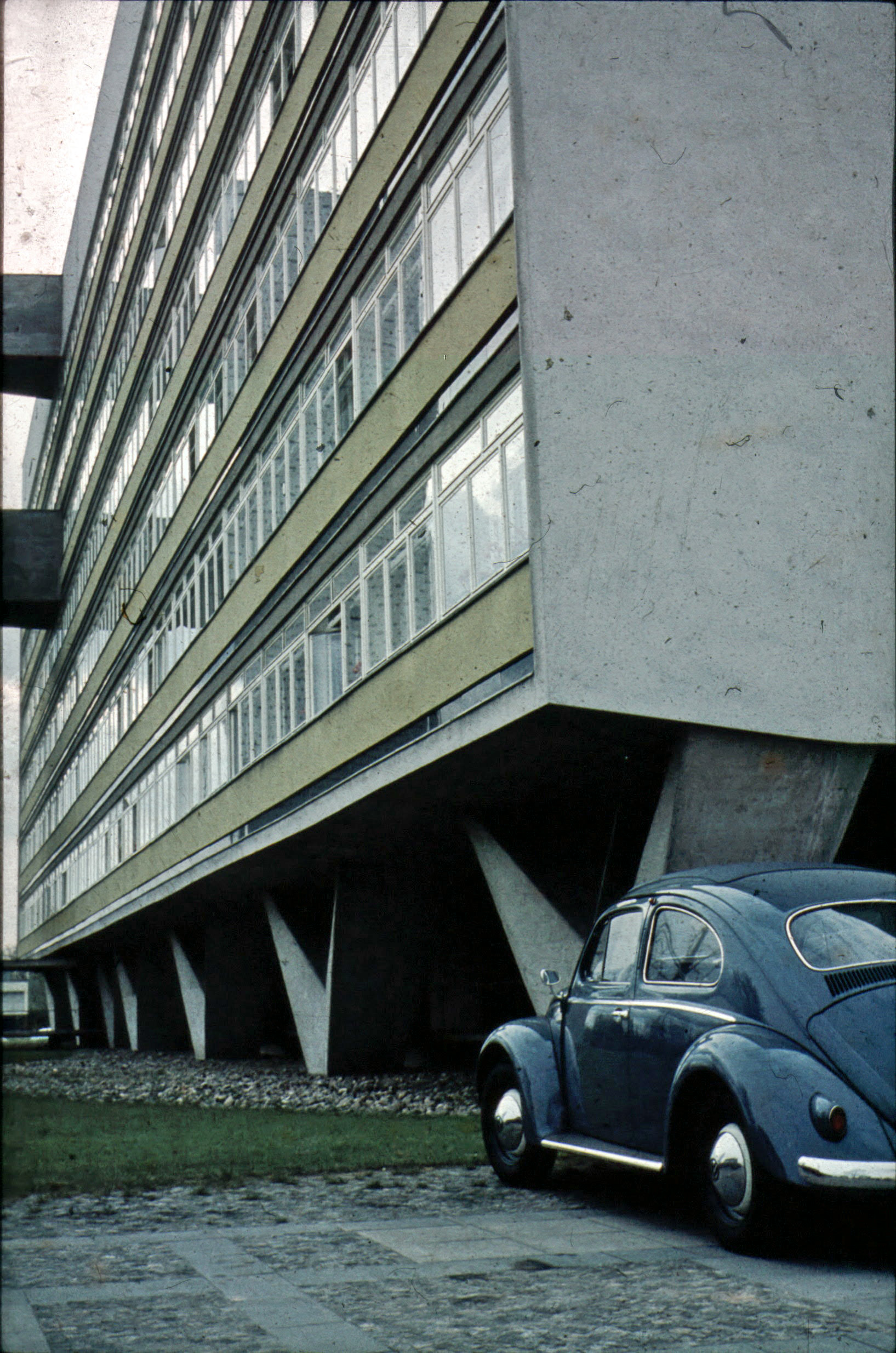
オスカー・ニーマイヤーによる高層マンション
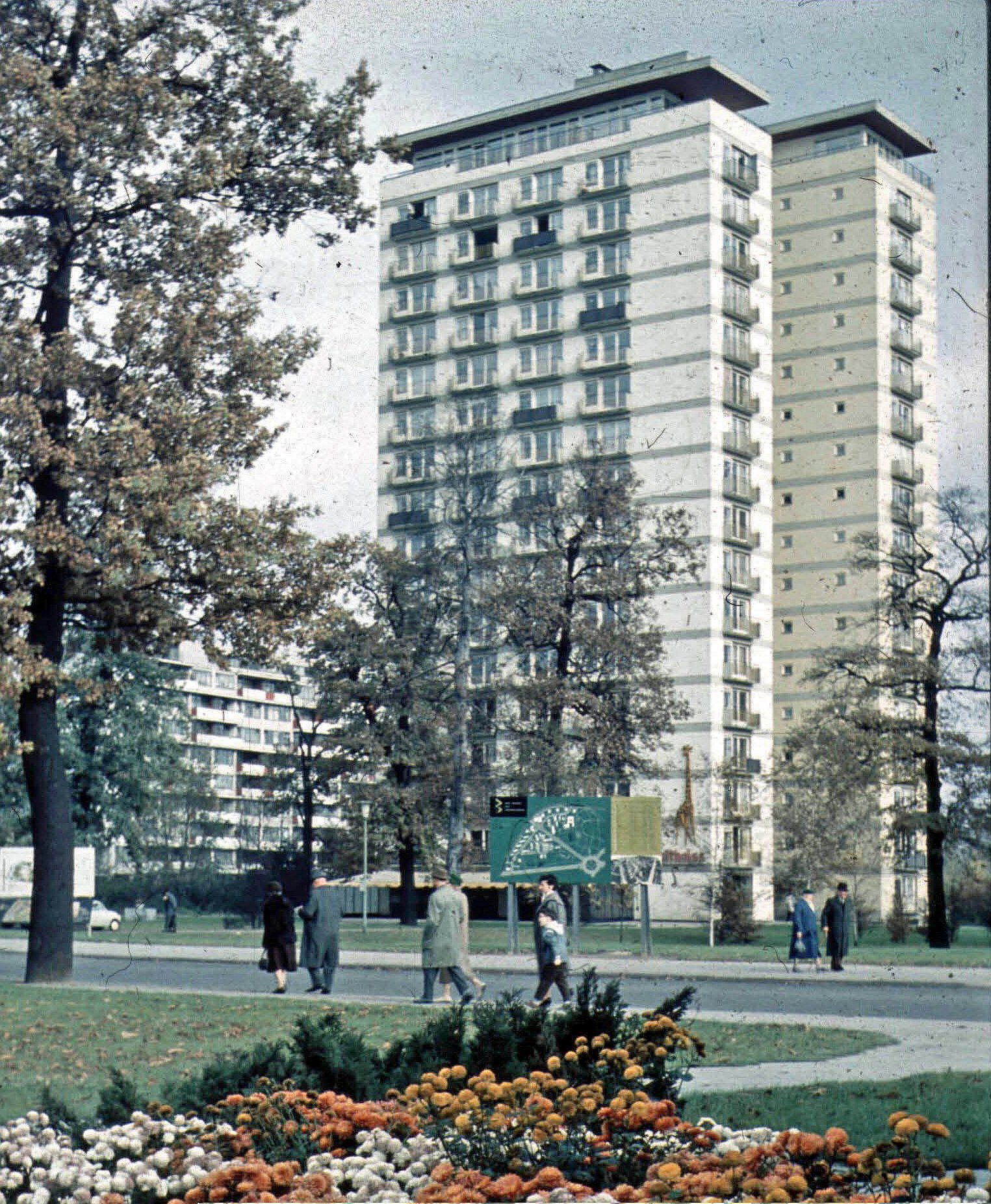